# Тонкеле
Тонкеле (пол. Tonkiele) — село в Польщі, у гміні Дорогичин Сім'ятицького повіту Підляського воєводства.
Населення — 111 осіб (2011).
У 1975-1998 роках село належало до Білостоцького воєводства.

## Демографія
Демографічна структура станом на 31 березня 2011 року:
|          | Загалом | Допрацездатний вік | Працездатний вік | Постпрацездатний вік |
| -------- | ------- | ------------------ | ---------------- | -------------------- |
| Чоловіки | 54      | 10                 | 35               | 9                    |
| Жінки    | 57      | 9                  | 33               | 15                   |
| Разом    | 111     | 19                 | 68               | 24                   |